# Gynoplistia (Gynoplistia) distinctissima distinctissima
Gynoplistia (Gynoplistia) distinctissima distinctissima is een ondersoort van de tweevleugelige Gynoplistia (Gynoplistia) distinctissima uit de familie steltmuggen (Limoniidae). De ondersoort komt voor in het Australaziatisch gebied.